# Solenopsis clytemnestra
Solenopsis clytemnestra es una especie de hormiga del género Solenopsis, subfamilia Myrmicinae.

## Distribución
Esta especie se encuentra en Argentina, Bolivia, Brasil, Paraguay y Venezuela.